# Theodor Prager
Theodor Prager (geboren 17. Mai 1917 in Wien, Österreich-Ungarn; gestorben 22. Februar 1986 in Wien) war ein österreichischer Ökonom und Journalist.

## Leben
Theodor Prager war ein Sohn des zu Wohlstand gekommenen Wiener Bankbeamten und Börsenmaklers Josef Prager und der Gisela Fischer, sein Bruder Friedrich (Fred) Prager (1911–1993) wurde Fotograf. Die Eltern waren Mitglieder der jüdischen Kultusgemeinde, die jüdische Religion spielte aber im Leben der Familie keine Rolle. Prager erfuhr erst mit der Einschulung, dass er von anderen aus antisemitischen Gründen als Jude bezeichnet wurde. Er schloss sich früh dem Verband Sozialistischer Mittelschüler (VSM) an. Nach dem Verbot der Sozialdemokratie in Österreich schloss er sich wie sein Bruder nicht den Revolutionären Sozialisten, sondern den ebenfalls verbotenen Kommunisten an. 1934 wurde er wegen der Verteilung von Flugblättern einer illegalen Organisation zu einer Polizeistrafe verurteilt, die in Österreich auch seinen weiteren Schulweg zur Matura blockiert hätte. 1935 emigrierte Prager deshalb als Siebzehnjähriger nach Großbritannien und studierte an der kriegsbedingt nach Cambridge verlegten London School of Economics (LSE). Trotz Unterbrechung durch Internierung als Enemy alien erwarb er 1943 mit einer bankwirtschaftlichen Arbeit über German Banking in Depression and Recovery das Doktorat der Wirtschaftswissenschaften (PhD).
Im November 1945 kehrte „Teddy“ Prager (wie er nun allgemein genannt wurde) nach Wien zurück und arbeitete von 1946 bis 1963 hauptberuflich als Angestellter des Zentralkomitees der KPÖ und war ab 1959 deren Mitglied. 1963 wurde er Mitarbeiter der von Eduard März gegründeten wirtschaftswissenschaftlichen Abteilung der Arbeiterkammer Wien. Prager galt mit Ernst Fischer und Franz Marek als einer der Paradeintellektuellen der KPÖ, geriet allerdings schon zu Ende der 1950er Jahre unter Revisionismusverdacht. Der pragmatische linke Keynesianer Prager war unter anderem mit Ökonomen wie Joan Robinson, Nicholas Kaldor, Maurice Dobb, Piero Sraffa, mit dem Wirtschaftshistoriker Eric Hobsbawm und dem Soziologen und Labour-Politiker Michael Young befreundet. Im Zuge der Parteikrise der KPÖ nach dem Einmarsch der Warschauer Vertragsstaaten in Prag trat er im Dezember 1969 aus der KPÖ aus. Danach gehörte er dem Kreis um das Wiener Tagebuch an. Prager sorgte 1964 mit einer internationalen Hilfsaktion dafür, dass sein Bruder Fred, der 1936 nach Südafrika emigriert war, aus der Untersuchungshaft des Apartheid-Regimes entlassen wurde und schließlich nach Österreich auswandern konnte.

## Schriften (Auswahl)
- There's Work for All (gemeinsam mit Michael Young), London 1945.
- Wirtschaftswunder oder keines. Europaverlag Wien 1963.
- Kritik einer Marx-Kritik. In: Marxistische Blätter. Sonderheft 2/1967. Marxistische Blätter 1967, S. 68–74.
- Zwischen London und Moskau. Bekenntnisse eines Revisionisten  Wien 1975.